# San Cristóbal (tỉnh)
San Cristóbal là một tỉnh ở phía nam Cộng hòa Dominica, phía tây thủ đô Santo Domingo. Ban đầu tên là 'Trujillo' theo người sáng lập, nhà độc tài Rafael Leonidas Trujillo, tỉnh này có tên như hiện nay sau khi ông bị ám sát năm 1961. Khu vực này thuộc tỉnh Monte Plata cho đến năm 1992. Tỉnh lỵ làs San Cristóbal.

## Các đô thị và các huyện đô thị
Đến thời điểm ngày 20 tháng 10 năm 2006, tỉnh này được chia thành đô thị (municipio) và các huyện đô thị (distrito municipal - D.M.):
| - Bajos de Haina - El Carril (D.M.) - Benemérita de San Cristóbal - Cambita Garabitos - Cambita El Pueblecito (D.M.) - Los Cacaos - Sabana Grande de Palenque - Hato Damas (D.M.) - San Gregorio de Nigua - San Gregorio de Yaguate - Villa Altagracia - La Cuchilla (D.M.) - Medina (D.M.) - San José del Puerto (D.M.) |

Dưới đây là bảng các đô thị và huyện đô thị.
| Tên                         | Tổng dân số | Dân số đô thị | Dân số nông thôn |
| --------------------------- | ----------- | ------------- | ---------------- |
| Bajos de Haina              | 90148       | 79865         | 10283            |
| Benemérita de San Cristóbal | 397410      | 305042        | 92368            |
| Cambita Garabitos           | 34589       | 19000         | 15589            |
| Los Cacaos                  | 19848       | 5898          | 13950            |
| Sabana Grande de Palenque   | 20178       | 6897          | 13281            |
| San Gregorio de Nigua       | 45898       | 21911         | 23987            |
| San Gregorio de Yaguate     | 78689       | 29768         | 48921            |
| Villa Altagracia            | 98138       | 45964         | 52174            |
| San Cristóbal province      | 784898      | 514345        | 270553           |